# Danilo Blanuša
Danilo Blanuša (7 décembre 1903 – 8 août 1987) est un mathématicien, physicien, ingénieur yougoslave et professeur à l'Université de Zagreb, SR de la Croatie.
Blanuša est né à Osijek, en Autriche-Hongrie (aujourd'hui en Croatie), dans une famille serbe. Il fréquente l'école primaire de Vienne et de Steyr en Autriche et le secondaire à Osijek et Zagreb. Il étudie l'ingénierie, les mathématiques et la physique à Zagreb et à Vienne. Sa carrière commence à Zagreb, où il travaille et donne des conférences. Son élève Mileva Prvanović complète son doctorat en 1955, la première en géométrie, en Serbie.
Blanuša est le doyen de la Faculté de Génie Électrique, Zagreb dans l'année scolaire 1957-1958. Il reçoit le prix Ruđer Bošković en 1960.
Il est mort à Zagreb le 8 août 1987, âgé de 83 ans.

## Mathématiques
Il est devenu connu en mathématiques pour la découverte en 1946 du deuxième et du troisième snarks connus (le graphe de Petersen est le premier). Cette découverte est le déclenchement d'un nouveau domaine de la théorie des graphes. L'étude des snarks avait son origine dans les années 1880 via les travaux de P. G. Tait qui à l'époque avait prouvé que le théorème des quatre couleurs est équivalent à l'énoncé qu'aucun snark n'est planaire. Les snarks sont nommés par la suite par le mathématicien américain Martin Gardner en 1976 après le mystérieux et insaisissable sujet du poème La Chasse au Snark de Lewis Carroll.
Ses plus importants de travaux sont liés à l'immersion isométrique à deux dimensions de plan Lobachevsky en espace euclidien de six dimensions et à des généralisations en théorie des fonctions spéciales (de Bessel), en géométrie différentielle, et en théorie des graphes. Ses résultats sont inclus dans l'encyclopédie japonaise de mathématique Sugaku jiten dans Tokyo, publié par Iwanami Shoten, en 1962.

## Physique
Ses œuvres sont principalement liées à la théorie de la relativité. Il a découvert une erreur dans les relations absolues entre la chaleur Q et la température T en  phénoménologie relativiste de la thermodynamique, publié par Max Planck dans Annalen der Physik en 1908. 
- Q0 et T0 sont les valeurs classiques correspondantes, et a=(1-v2/c2)1/2

```
 la relation → Q=Q0a, T=T0a 
 devrait être → Q=Q0/a, T=T0/a
```

Cette correction est publiée dans Glasnik, le journal concernant les mathématiques, la physique et l'astronomie, en 1947, dans l'article « Sur les paradoxes de la notion d'énergie ». Il est redécouvert en 1960 et la correction est toujours attribuée à tort à H. Ott dans la littérature scientifique courante.